# Tarmac
Tarmac é um tipo de betume de origem orgânica, partindo do processo de destilação do carvão vegetal.